# Dimorphanthera nigropunctata
Dimorphanthera nigropunctata är en ljungväxtart som beskrevs av Herman Otto Sleumer. Dimorphanthera nigropunctata ingår i släktet Dimorphanthera och familjen ljungväxter. Inga underarter finns listade i Catalogue of Life.